# Sterling Campbell

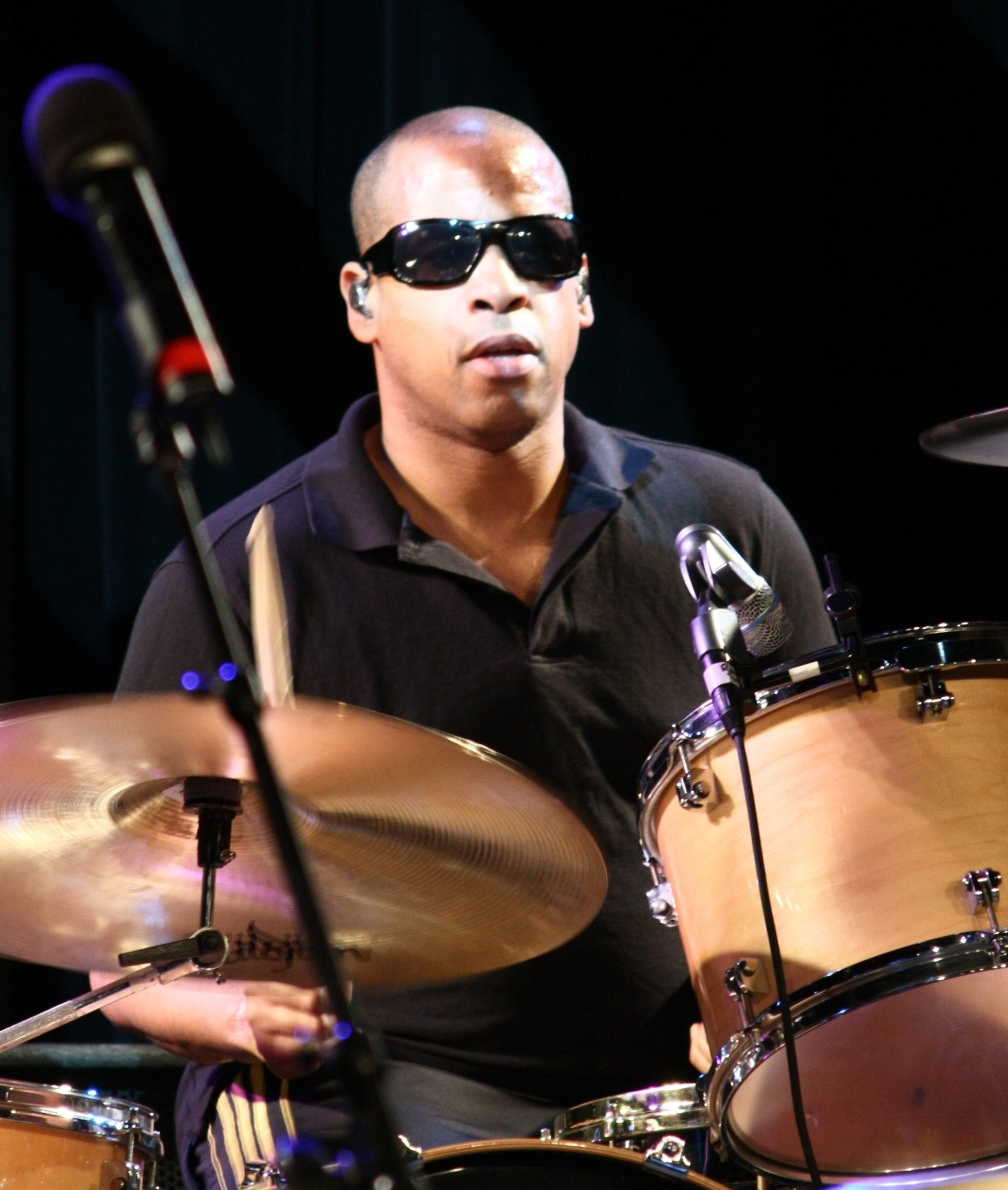
Sterling Campbell auf Tournee mit The B-52s, 2009

Sterling Campbell (* 3. Mai 1964 in New York City) ist ein US-amerikanischer Schlagzeuger und Songwriter, der mit zahlreichen bekannten Musikern und Bands zusammengearbeitet hat, darunter Cyndi Lauper, Duran Duran, Soul Asylum, David Bowie und The B-52s.

## Leben und Werk

### Frühe Jahre
Campbell wuchs als jüngster von sechs Brüdern in einer afroamerikanischen Familie auf, die in einem Apartmenthaus an der Upper West Side von Manhattan an der Kreuzung Broadway & W 101st Street lebte. Dort lernte er mit elf Jahren Schlagzeug zu spielen. Zu seinen musikalischen Einflüssen dieser Zeit gehören Ray Charles, Frank Sinatra, Billie Holiday, Philly Soul und Motown wie Stevie Wonder, aber auch Chicago, Elton John und Led Zeppelin.

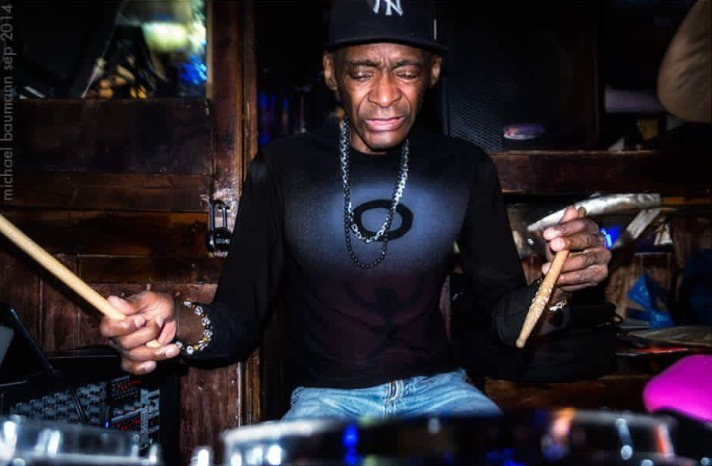
Dennis Davis, Campbells ‚Bruder, Mentor und Freund‘

1978, als Sterling vierzehn Jahre alt war, zog Dennis Davis, der damalige Schlagzeuger in David Bowies Band, in das Apartmenthaus am Broadway ein. Die beiden kamen in der Lobby des Gebäudes über die Schlagzeugsticks ins Gespräch, die Davis in einem Lederetui bei sich trug. Davis lud Sterling auf ein Bowie-Konzert der The Low / Heroes World Tour im Madison Square Garden ein, wonach sich der junge Musiker tief inspiriert fühlte. Er bezeichnete das Konzert als „game-changing moment“, einen ‚Schlüsselmoment‘, und an anderer Stelle „eine magische Erfahrung und einen Wendepunkt“ für sich. In dieser Nacht beschloss Campbell, professioneller Schlagzeuger zu werden. „Ich ging in den [Madison Square] Garden hinein und als ich wieder herauskam, war ich ein anderer Mensch. Ich hatte eine klare Vorstellung, in welche Richtung mein Leben gehen sollte.“ Campbell nahm Schlagzeugunterricht bei Davis und bezeichnete ihn nach dessen Tod 2016 als „brother, mentor and friend“, einen ‚Bruder, Mentor und Freund‘. Campbell war zudem Schüler von Sticks Evans, Michael Carvin und Kenwood Dennard. Ab 1980 besuchte Campbell als Schüler von Justin Ciocio die High School of Music and Art in Manhattan (seit 1984 Fiorello H. LaGuardia High School of Music & Art and Performing Arts), die er später mit einem Abschluss verließ.

### Musikalisches Schaffen
Sterling Campbell spielte mit mehreren New Yorker Bands wie The Pedantiks oder Urban Blight in Etablissements wie CBGB, The Ritz Club, The Peppermint Lounge oder The Limelight. Daneben arbeitete er mit Percy Jones und Darryl Jones. In New York spielte er auch mit der australischen Band Kids In The Kitchen, die den Musiker 1986 als Bandmitglied anwerben wollten. Eine Woche später engagierte ihn Cyndi Lauper für ihre sechsmonatige True Colors Tour, die ihn nach Japan, Australien, Nordamerika und Europa führte.
1987 zog Campbell in das Vereinigte Königreich. Die Tournee mit Lauper war Gegenstand eines HBO-Specials gewesen, wodurch Campbell auch in England große Publicity bekommen hatte, was ihm die Türen zu weiteren musikalischen Engagements öffnete. Hier spielte er zunächst für etwa acht Monate mit der Band So, bis ihn die Mitglieder der Band Duran Duran einluden, 1988 mit ihnen anlässlich ihres Albums Big Thing auf die Tournee mit dem Titel The Big Live Thing zu gehen.  Nach einigen Monaten wurde er 1989 festes Mitglied der Band. Er wirkte bei den Aufnahmen und der Promotion des nächsten, 1990 erschienenen Albums Liberty mit, verließ die Band aber 1991 und kehrte in die Vereinigten Staaten zurück.
Ab diesem Jahr arbeitete Campbell mit der Band Soul Asylum als Sessionmusiker zusammen und spielte in der Hälfte der Musikstücke ihres 1992 veröffentlichten Albums Grave Dancer’s Union, darunter die mit einem Grammy ausgezeichnete Single Runaway Train. Campbell ersetzte etwa 1994 den damaligen Stammschlagzeuger Grant Young und spielte bis 1998 als Mitglied der Band auf den Alben  Insomniac’s Dream (1994), Let Your Dim Light Shine (1995) und Candy from a Stranger (1998).

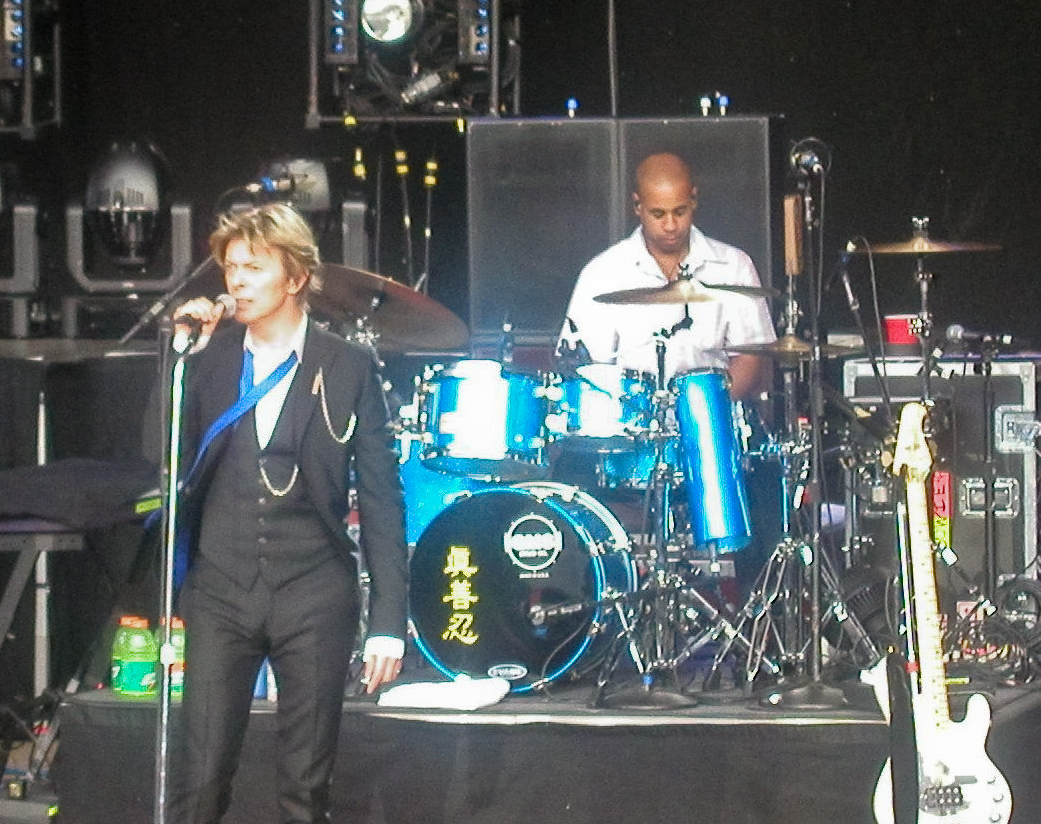
Heathen Tour 2002, David Bowie und Sterling Campbell in San Francisco

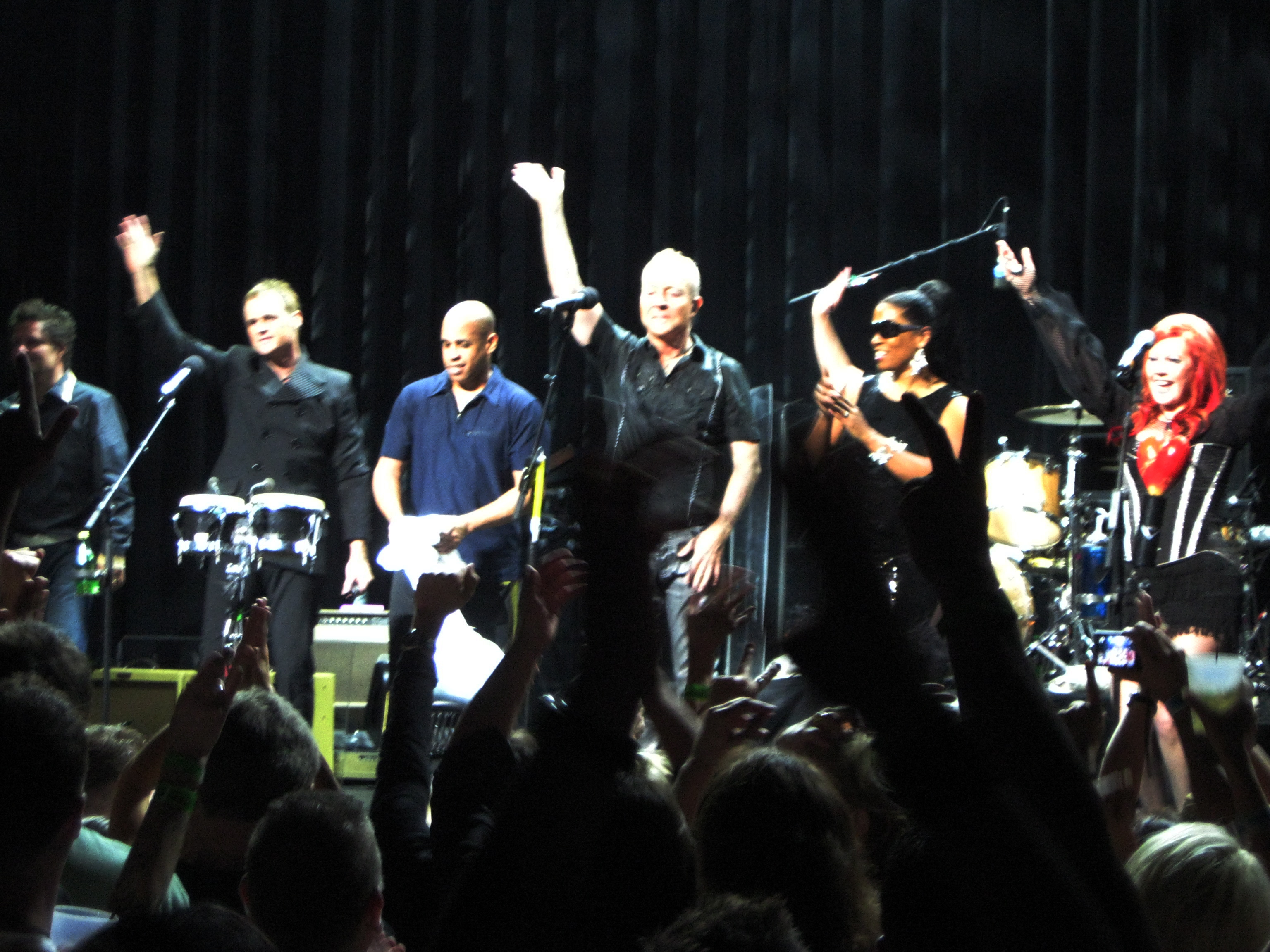
The B-52s, Los Angeles 2008, mit Campbell als 3.v.l.

Durch die Verbindung mit Duran Duran hatte sich Campbell mit den Produzenten Nile Rodgers und Bernard Edwards angefreundet, die ihm Arbeit als Studiomusiker vermittelten, so auch mit Eric Clapton. Nile Rogers bot ihm 1992 an, Schlagzeug in der Produktion von David Bowies Album Black Tie White Noise zu spielen, womit für ihn ein lange gehegter Traum in Erfüllung ging.
Auf dem 1995 erschienenen Folgealbum 1. Outside spielte Campbell auf Bowies Einladung erneut Schlagzeug. Die Aufnahmen für das Album, das von Brian Eno mitproduziert wurde, fanden 1994 in Montreux und New York City statt. Bowie wollte Campbell auch für die ab September 1995 auf fünf Monate ausgelegte Outside Tour verpflichten, jedoch hatte Campbell bereits bei Soul Asylum als Bandmitglied zugesagt und nahm stattdessen mit seinen Bandkollegen das Album Let Your Dim Light Shine auf.
1999 lud ihn Bowie wieder ein, um auf seinem neuen Album Hours zu spielen. Die sich anschließende Hours Tour war die erste Bowie-Tournee, an der Campbell teilnahm. Das nächste gemeinsame Projekt waren die Aufnahmen für das Album Toy, für das Bowie 2001 mit seiner Band, neben Campbell bestehend aus Mark Plati, Gail Ann Dorsey, Earl Slick, Mike Garson, Holly Palmer und Emm Gryner, einige seiner frühesten Songs aus der Zeit zwischen 1964 und 1971 in stark überarbeiteten Versionen neu interpretierte.
Campbell war danach auf dem 2002 von Bowie veröffentlichten Album Heathen zu hören, wie auch auf der in der zweiten Jahreshälfte folgenden Heathen Tour. Ebenso spielte er 2003 auf Bowies Album Reality und der einhergehenden Welttournee A Reality Tour 2004. Campbell spielte noch einmal mit Bowie auf dem im Geheimen produzierten Album The Next Day von 2013. Nach Bowies Tod 2016 trat Campbell zusammen mit anderen Mitgliedern der Bowie Band – Gail Ann Dorsey (Bass), Mike Garson (Piano), Gerry Leonard (Gitarre), Catherine Russell (Keyboards und Gitarre), Earl Slick (Gitarre) – sowie der Sängerin Lorde bei den BRIT Awards 2016 mit einer Hommage an Bowie auf.
Campbell war zudem von 1992 bis 2002 Bandmitglied von The B-52s und erneut von 2007 bis in die Gegenwart. Auf den Alben Good Stuff (1992) und Funplex (2008) ist sein Schlagzeug in zahlreichen Titeln zu hören. Derzeit (2020) ist er Music Director der Band.
Daneben arbeitete Campbell mit zahlreichen Künstlern und Bands als Studio- und Tourneemusiker zusammen, darunter Nena, Warlock, BT, Rufus Wainwright, David Byrne, Chic, Cameo, Jewel, Natalie Merchant, Earl Slick, Suzanne Vega, Nona Hendryx, Tina Turner sowie The Anchoress.
| Jahr | Künstler / Band | Album                    | Tournee                 |
| ---- | --------------- | ------------------------ | ----------------------- |
| 1986 | Cyndi Lauper    |                          | True Colors Tour        |
| 1987 | So              |                          |                         |
| 1988 | Duran Duran     |                          | The Big Live Thing Tour |
| 1990 | Duran Duran     | Liberty                  |                         |
| 1992 | Soul Asylum     | Grave Dancer’s Union     |                         |
| 1992 | The B-52s       | Good Stuff               |                         |
| 1993 | David Bowie     | Black Tie White Noise    |                         |
| 1994 | Soul Asylum     | Insomniac’s Dream        |                         |
| 1995 | Soul Asylum     | Let Your Dim Light Shine |                         |
| 1995 | David Bowie     | 1. Outside               |                         |
| 1998 | Soul Asylum     | Candy from a Stranger    |                         |
| 1999 | David Bowie     | Hours                    | Hours Tour              |
| 2001 | David Bowie     | Toy (unveröffentlicht)   |                         |
| 2002 | David Bowie     | Heathen                  | Heathen Tour            |
| 2003 | David Bowie     | Reality                  |                         |
| 2004 | David Bowie     |                          | A Reality Tour          |
| 2008 | The B-52s       | Funplex                  |                         |
| 2013 | David Bowie     | The Next Day             |                         |

### Privates
Campbell hatte eine Beziehung mit der spanischen Sängerin Marta Sánchez, die zeitweise in New York City lebte. Beide trafen sich erstmals nach Sánchez’ Austritt aus der spanischen Synthiepop-Band Olé Olé im Oktober 1991. Daraufhin arbeiteten sie gemeinsam an dem Soundtrack für den Film Supernova (1992), in dem Sánchez eine Rolle spielte, und schrieben zusammen das 1993 erschienene erste Soloalbum der Sängerin mit dem Titel Mujer. Über die Beziehung der Musikerin und des Musikers wurde intensiv in der spanischen Regenbogenpresse und im spanischen Fernsehen berichtet. Nach Angaben der spanischen Tageszeitung El Mundo dauerte die Beziehung vier Jahre.
Campbell sagte hierzu: „Die ganze Sache wurde in der Boulevardpresse breitgetreten. Es gab auch diesen rassistischen Unterton, wonach Marta mit dem ‚schwarzen Schlagzeuger von Duran Duran‘ zusammen war. Es war verrückt! Dann fing ich an, Drogen zu nehmen, dann war ich auf Ibiza, wo Elektronische Tanzmusik angesagt war, und ich war mitten drin. In England hatte ich keine Drogen genommen, aber jetzt steckte ich in dieser Ecstasy-Kultur, Leute filmten mich, worauf ich mich paranoid fühlte und nur noch weg wollte.“
Campbell gab den Verlockungen der Musikindustrie nach und führte zeitweise einen zügellosen Lebensstil. „Ich bewegte mich in der Welt des Rock ’n’ Roll und habe mich dem völlig hingegeben.“ „Ich wollte ein Rockstar sein.“ Campbell war nach eigenen Aussagen Alkoholiker und konsumierte täglich zwei Schachteln Zigaretten, dazu Marihuana sowie andere „verrückte Drogen“, darüber hinaus praktizierte er einen häufigen Wechsel von Sexualpartnerinnen.

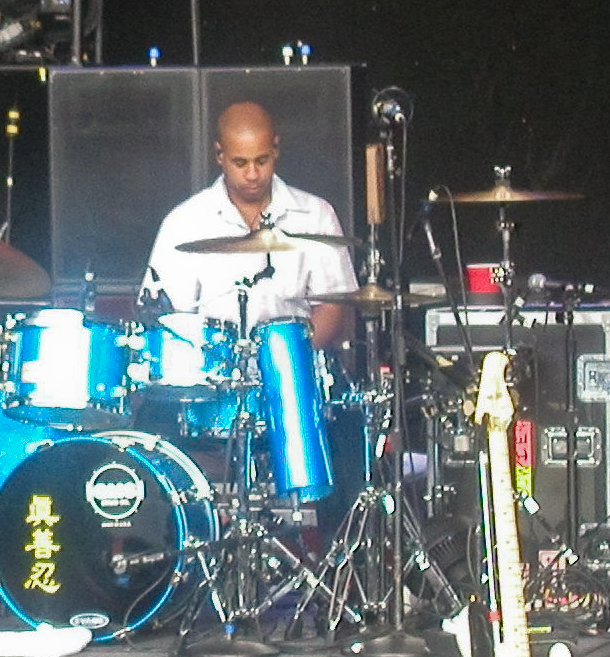
Campbells Schlagzeug mit den chinesischen Schriftzeichen für „Wahrhaftigkeit, Mitgefühl, Toleranz“, den Grundsätzen des Falun Gong

Nach dem Promotionsrummel, den er mit Duran Duran erlebt hatte und der ihm sehr zuwider war, sowie nach der Verfolgung durch die spanische Presse während seiner Beziehung mit Marta Sánchez hatte Campbell für sich entschieden, dass er kein „Rockstar“ mehr und stattdessen „nur noch Musiker“ sein wollte. In seinem Unterfangen, sich von seinen Abhängigkeiten zu befreien, half ihm nach verschiedenen anderen Versuchen die meditative chinesische Praxis des Falun Gong, auf die er 1998 in einem New Yorker Park aufmerksam wurde, als er an einer Gruppe von Anhängern vorbeikam, die mit Übungen beschäftigt war. Campbell sagte 2017, dass die Ausübung von Falun Gong seither Teil seines Lebens sei.
Im Jahr 2002 reiste Campbell mit etwa 60 bis 70 Gleichgesinnten nach China, um dort an Protesten gegen die Verfolgung von Falun-Gong-Anhängern am Tor des Himmlischen Friedens in Peking teilzunehmen. Seinen Angaben zufolge wurde er hier für eine Woche inhaftiert und danach aus dem Land ausgewiesen. Er klagte über die Brutalität, mit der er und seine Gefährten auf der Polizeiwache empfangen worden waren.

## Rezeption
David Bowie beschrieb Campbell als „spontan und extrem erfinderisch. [Er] spielt den gleichen Song jedes Mal anders“; „[man kann hierbei] verschiedene Schattierungen seines Lehrers Dennis Davis“ erkennen.
Andy Greene, leitender Autor bei der Musikzeitschrift Rolling Stone, sah in Sterling Campbell einen „altgedienten Musiker“, der „seit Jahrzehnten mit Kultfiguren der Musik auf Tournee gehe und Aufnahmen“ mache. Er sei „in der Musikbranche weit bekannt, jedoch nicht in der breiten Öffentlichkeit“.
2007 galt Campbell als einer der gefragtesten Schlagzeuger der Gegenwart.